# Trung tâm điều khiển (Apple)
Trung tâm Điều khiển, hoặc Control Center (Control Centre theo cách gọi của tiếng Anh Anh, Úc và Canada) là một tính năng có mặt trên các hệ điều hành iOS, iPadOS và macOS của Apple Inc. Nó được giới thiệu lần đầu tiên trong iOS 7, ra mắt vào ngày 18 tháng 9 năm 2013. Trong iOS 7, nó thay thế các trang điều khiển được tìm thấy trong các phiên bản trước.
Trung tâm Điều khiển cho phép thiết bị iOS và iPadOS truy cập trực tiếp vào các cài đặt quan trọng của thiết bị bằng cách vuốt xuống từ góc trên bên phải trên iPhone X trở lên và tất cả các mẫu iPad bắt đầu từ iOS 12 hoặc iPadOS, với các mẫu trước đó sử dụng thao tác vuốt từ dưới màn hình lên. Nó có chức năng tương tự như tinh chỉnh SBSettings dành cho jailbreak iOS. Trung tâm Điều khiển cũng được thêm vào máy Mac trong macOS 11 Big Sur, ra mắt vào ngày 12 tháng 11 năm 2020.

## Sử dụng
Trung tâm Điều khiển cho phép người dùng iOS truy cập nhanh vào các thao tác và ứng dụng thường dùng. Chỉ cần vuốt lên từ bất kỳ màn hình nào - bao gồm cả Màn hình Khóa (nếu bật tùy chọn truy cập từ Màn hình Khóa), người dùng có thể thực hiện các hành động như: Bật/tắt Chế độ máy bay, Wi-Fi; Điều chỉnh độ sáng màn hình; Thực hiện các chức năng cơ bản khác của thiết bị. Từ iOS 7 trở đi, Trung tâm Điều khiển cũng tích hợp chức năng đèn pin sử dụng đèn LED của camera sau. Tính năng này chỉ có trên iPhone, iPod Touch và iPad Pro. Bắt đầu từ iOS 9.3, công tắc Chuyển đêm (Night Shift) được thêm vào Trung tâm Điều khiển trên tất cả các mẫu iPhone, iPod Touch và iPad có chip Apple A7 trở lên.
Ngoài ra, Trung tâm Điều khiển còn cung cấp các chức năng khác như: Bật/tắt Bluetooth và Không làm phiền, Khóa xoay màn hình, Phát, tạm dừng hoặc chuyển bài hát, xem nhạc đang phát, Kết nối với thiết bị hỗ trợ AirPlay, Truy cập nhanh ứng dụng đồng hồ, máy tính và camera, Sử dụng AirDrop, trước đây chỉ có trên Mac, để chuyển tệp giữa các thiết bị Apple từ iOS 7 trở đi (trên iPhone, iPad và iPod Touch dùng cổng Lightning)

## Thiết kế
Từ iOS 7 đến iOS 9: Trung tâm Điều khiển có dạng thanh trượt lên một trang với nền mờ. Thiết kế cơ bản không thay đổi nhiều. iPhone 4, iPad 2 và 3 không có nền mờ do tốn tài nguyên, thay vào đó là nền xám hơi trong suốt.
iOS 10: Thay đổi sang thiết kế dạng thẻ nền trắng. Chia thành 3 thẻ riêng biệt: Điều khiển chính, Media, HomeKit. Chuyển giữa các thẻ bằng cách vuốt ngang.
iOS 11: Thiết kế lại hoàn toàn, hợp nhất các thẻ thành một. Hỗ trợ tùy chỉnh qua ứng dụng Cài đặt. Thêm nhiều tùy chọn hơn như dữ liệu di động, Chế độ năng lượng thấp, ghi chú nhanh. Cho phép sử dụng 3D Touch (hoặc nhấn giữ trên thiết bị không hỗ trợ 3D Touch) để xem thêm tùy chọn. Sử dụng thanh trượt dọc để điều chỉnh âm lượng và độ sáng.
iOS 12: Thêm tính năng mới cho Không làm phiền: chạm 3D/giữ lâu để chọn thời gian kích hoạt.
iOS 14 & iPadOS 14: Bổ sung theo dõi giấc ngủ, nhận dạng âm thanh, nút Shazam.
iOS 15 & iPadOS 15: Tùy chọn Tập trung mới và điều chỉnh độ sáng bàn phím.
iOS 16 & iPadOS 16: Tính năng nhận dạng âm thanh Shazam tích hợp lịch sử với ứng dụng Shazam chính.

## Đón nhận
Trung tâm điều khiển nhìn chung nhận được đánh giá tích cực. Tuy nhiên, việc người dùng phải truy cập ứng dụng Cài đặt để thay đổi hầu hết các tùy chọn đã khiến Darrell Etherington của TechCrunch cho rằng "tách Trung tâm điều khiển khỏi chức năng đó và cho phép truy cập từ bất kỳ giao diện người dùng iOS nào bằng cách vuốt lên từ dưới cùng thực sự là một cải tiến lớn."
Bản cập nhật iOS 11 bị chỉ trích vì thay đổi cách hoạt động của nút Wi-Fi và Bluetooth; chính xác hơn, các công tắc này sẽ ngắt kết nối thiết bị khỏi Wi-Fi hoặc Bluetooth, trong khi vẫn bật radio. Tổ chức Electronic Frontier Foundation tuyên bố rằng sự thay đổi này không chỉ ảnh hưởng đến thời lượng pin mà còn ảnh hưởng đến bảo mật, mô tả các nút chuyển Wi-Fi và Bluetooth sang chế độ "tắt một nửa" (bị mờ đi, nhưng không bị tắt ngang như thể bật tắt trực tiếp từ ứng dụng Cài đặt), và đồng thời chỉ trích thêm việc kết nối sẽ tự động tiếp tục vào lúc năm giờ sáng mỗi ngày.